# 自由联系条约
自由联系条约（英語：Compact of Free Association，简称）是美国与密克罗尼西亚联邦、马绍尔群岛以及帕劳三个太平洋岛国签署的国际条约，确立并制定了彼此间联系国的关系。这三个岛国与北马里亚纳群岛自由邦之前為美國托管的联合国托管地太平洋群岛托管地，1947至1951年间由美国海军管理，1951至1986年间则由美国内政部管理（帕劳的托管持续到1994年）。

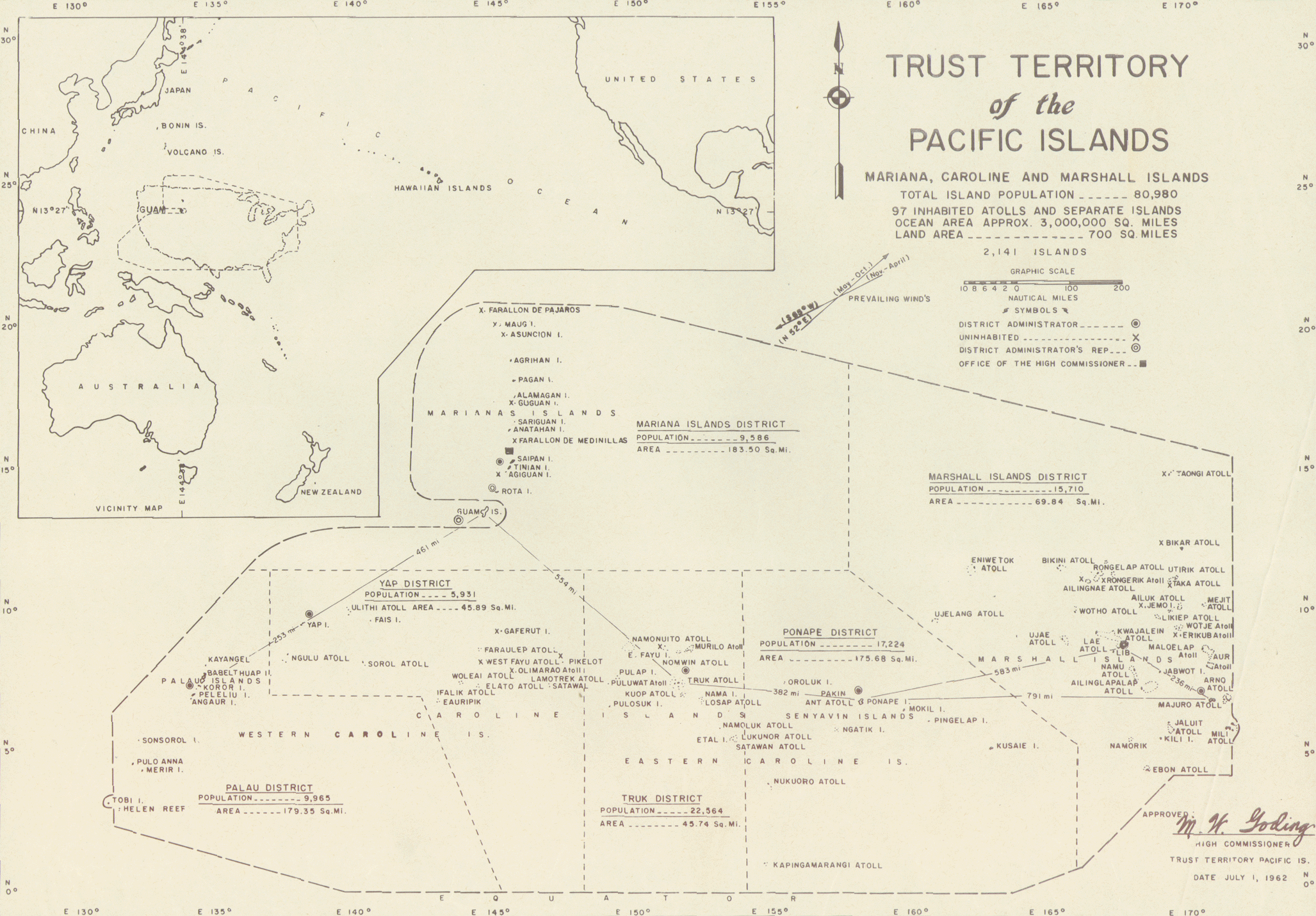
太平洋群岛托管地地图

《自由联系条约》由美国-联合国领土托管协定（英语：U.S.-U.N. territorial trusteeship agreement）扩展而来，领土托管协定要求美国联邦政府“促进托管地人民自治或独立的发展，并与托管地区和人民的具体情况、以及人民自由表达的意愿相符合。”依照协定，在由美国岛屿事务办公室（英语：Office of Insular Affairs）管理的15年托管期内，联邦政府需保障提供财政援助，以换取完整的国际防卫权利和责任。
| 联系国           | 协定签订时间   | 关联程度                                                                     | 国际地位     |
| ---------------- | -------------- | ---------------------------------------------------------------------------- | ------------ |
| 马绍尔群岛       | 1986年10月21日 | 根据《自由联合协定》，美国为这些地区的公民提供国防、资金补助和美国社会服务。 | 联合国会员国 |
| 密克羅尼西亞聯邦 | 1986年11月3日  | 根据《自由联合协定》，美国为这些地区的公民提供国防、资金补助和美国社会服务。 | 联合国会员国 |
| 帛琉             | 1994年10月1日  | 根据《自由联合协定》，美国为这些地区的公民提供国防、资金补助和美国社会服务。 | 联合国会员国 |

## 经济条款
每个托管国参与所有岛屿事务办公室（英语：Office of Insular Affairs）的专项援助行动。美国则分别对待每个国家，提供大量美国国内项目，包括联邦紧急事务管理署下的灾难响应恢复与灾害移民项目，由美国国家气象局、美国邮政署、美国联邦航空管理局、联邦通信委员会提供的服务，以及在国际电信联盟国际频率登记委员会中由美国代表。协定涉及地区，尽管位于美国海关边界以外，大部分进口货物仍然免税。
大部分托管国公民获准在美国境内居住和工作，同时大部分美国公民及配偶也可以在托管国居住和工作。1996年，美国个人责任与工作机会法案（英语：Personal Responsibility and Work Opportunity Act）取消了对境内居住外国人的医疗补助计划（英语：Medicaid），尽管他们当中的许多人已经完成了五年的等候时间。

## 军事条款
《自由联系条约》允许美国在协定涉及地区采取军事行动，征用土地作为军事基地（基于协商），以及驱逐其它国家未获得美国许可的军事力量。美国则负责保卫盟国的安全并管理所有国际防卫条款和事宜，尽管它或许并不会以后者的名义宣战。帕劳境内禁止使用任何核武器或生化武器；马绍尔群岛和密克罗尼西亚联邦境内禁止储存上述武器，除非处于国家紧急状态、战争期间、或是需防御美国或上述地区正在或即将遭受的攻击。
托管地区公民可以进入美国军队服役；评论员注意到，美军在协定地区的持续募兵已导致上述地区较高的公民服役比例。例如，在2008年，密克罗尼西亚联邦的入伍比例高于美国的任何一个州，而在伊拉克和阿富汗的伤亡率是全国均值的五倍（在107,000人的人口总数中有9名士兵）。

## 2003年更新
2003年，美国与马绍尔群岛和密克罗尼西亚联邦重新签署了时效为20年的协定。新协定为两个国家提供了350亿美元的资金。此外，每年3千万美金的资金会在美属萨摩亚、关岛、夏威夷和北马里亚纳群岛之间分配；这笔资金用于帮助当地政府解决因来自马绍尔、密克罗尼西亚和帕劳的移民而增加的开支。美国使用瓜贾林环礁作为导弹试验的期限也一并延长了20年。新协定同时修改了一些移民条款；现在马绍尔和密克罗尼西亚公民须持有护照才可以进入美国。美国邮政署可以对美国和马绍尔/密克罗尼西亚之间的邮件征收国际邮资（在未来五年内实行）。USPS自2006年一月起开始执行新的收费标准，不过已在2007年十一月恢复至国内服务收费。
美国与密克罗尼西亚联邦之间的新协定自2004年6月25日起生效，与马绍尔群岛之间的新协定自2004年6月30日起生效。
美国与帕劳之间的协定每年为帕劳提供1千8百万美金的财政补贴，该协定已于2009年9月30日到期；关于新协定的磋商在2010年下半年完成。美国为帕劳提供的经济援助以国会通过的一项持续决议为基础；然而为取代美国经济援助而设立的协定信托基金因经济大衰退而表现不佳。军事与国内防御条款持续至2015年。

## 美国对于协议的履行
最近几十年来，美国在《自由联系条约》的框架下对于前托管地区的管理受到了持续的批评。1961年联合国的一份行动报告首先指出“美国管理的不足几乎存在于各个方面：交通不便；未能解决关于战争损害的索赔；对以军事目的征用的土地未能进行妥善赔偿；恶劣的居住环境；不适宜的经济发展；不适宜的教育项目以及几乎不存在的医疗保障。”1971年，女议员竹本松（英语：Patsy Mink；日语：竹本 まつ）进一步指出“在赢得控制密克罗尼西亚的权力之后，美国的漠不关心和援助不足使得广大岛屿继续陷落在萧条和衰退之中…大部分人依旧贫困，缺少必要的基础设施，包括适宜的教育、住房、良好的健康标准和现代公共卫生设施。”
协定签订之后，美国众议院亚太地区外交事务委员会（英语：United States House Foreign Affairs Subcommittee on Asia and the Pacific）也因未能履行承诺解决美国核试验对马绍尔群岛（属于太平洋试验场的一部分）的影响而备受批评。发言人表示，尽管《自由联系条约》的第177章节规定美国有义务“解决过去、现在和将来的核试验索赔”，核试验索赔法庭（根据与马绍尔群岛之间的协定而成立）裁决的22亿美元赔偿中只有不到4百万获得了支付，并且美国联邦申诉法院（英语：United States Court of Claims）驳回了两项关于强制执行的申诉。除了尚未解决的索赔，医学从业者同时注意到美国太平洋试验场核试验所带来的潜在影响正在扩散，例如放射性疾病；此外，核试验之后美国的管理带来了饮食结构和生活方式的强制改变，从而导致了心脏病、糖尿病和肥胖的出现。有些协定涉及地区的居民为获得更好的医疗保障、教育和工作机会而移民到美国，美国此前也曾承诺会提供相应的医疗保障和服务；然而2011年，立法委员进一步注意到美国国会并未就此拨款，尤其是在个人责任与工作机会法案获得通过之后。
此外，美国军方曾在协定地区的岛屿和环礁废弃和摧毁了大量的战舰和油轮，有人质疑美国政府应对此事负责。

## 医疗保障问题
2009年，夏威夷州（时任州长为琳达·林格尔）曾试图通过取消居于夏威夷州的协定区居民的综合医疗保障计划来限制后者的医保；取而代之的是一项被称为夏威夷基本医保（英语：Basic Health Hawaii）的限制医疗保障计划，“交通服务被排除在外，病人每年可以享受不超过十天的必要医疗住院服务，不超过十二次的门诊服务和每月最多四次的医疗处方。…该计划将透析视为紧急医疗服务，并不能完全涵盖透析病人每月所需的约十至十二次的透析治疗。…癌症病人会在两至三个月内就用完到指定医生处就诊的额度。”
联邦地区法院法官约翰·麦克·西布莱特（英语：John Michael Seabright）对夏威夷基本医保的实行发出了初步禁令，表示这一政策涉及非法歧视并违反了平等保护条款。西布莱特注意到“强有力的证据显示，夏威夷基本医保…导致许多协定区居民因无力负担而被迫放弃必要的治疗。”林格尔的继任尼尔·阿伯克龙比州长表示，会向美国联邦第九巡回上诉法院就这一禁令继续提出上诉。